# Wasche (Quelle)
Koordinaten: 52° 12′ 31,2″ N, 10° 28′ 4,6″ O
Die Wasche ist ein Quellteich im Ortskern des Braunschweiger Stadtteils Geitelde, in Niedersachsen.
Die Quelle ist heute im Uferbereich und teilweise in der Sohle befestigt und wird als Erholungs- und Spielbereich genutzt. Ihr Wasser fließt zunächst unterirdisch und außerhalb der Siedlung als begradigter Graben nach Osten und weiter nach Süden auf kurzem Weg durch die Geitelder Feldmark zum Thiedebach, einem Nebengewässer der Oker. In einigen Literaturstellen wird der Bach als Renne bezeichnet.
Die Quelle, die nie zufriert, liegt wie der Ort am Südhang des Geitelder Bergs, einer sich nach Norden und Nordosten ausdehnenden Kreideformation. Der Teich erstreckt sich auf über 40 m in West-Ost-Richtung, ist vollständig in die Siedlung integriert und von einem Hof sowie Wohnbebauung umgeben. Im Teich sind Steininseln eingebaut, über die man das Wasser spielerisch queren kann. Bis 1940 diente diese Quelle als Waschplatz und Tränke für Pferde und anschließend als Löschwasserteich.

## Name
Die Namensherkunft Wasche vermutet Blume als durchaus verwandt mit Wäsche, jedoch nicht unbedingt als urtümliche Bezeichnung. Vielmehr legt er nahe, dass sich der Ortsname Geitelde, der 1067 mit Getlithi überliefert ist, auf das germanische Wort Gatil-lithi zurückführen lässt. Dies wäre eine Ableitung aus dem Gewässernamen Gatila, was so viel wie „die Hindurchfließende“ bedeutet. Möglicherweise ist daher der Ortsname aus dem ursprünglichen Gewässernamen abgeleitet.